# Částkov (okres Uherské Hradiště)
Obec Částkov se nachází v okrese Uherské Hradiště ve Zlínském kraji. Žije zde 381 obyvatel.

## Historie
První písemná zmínka o obci pochází z roku 1321.

## Pamětihodnosti
- Kaple Panny Marie Lurdské

## Galerie

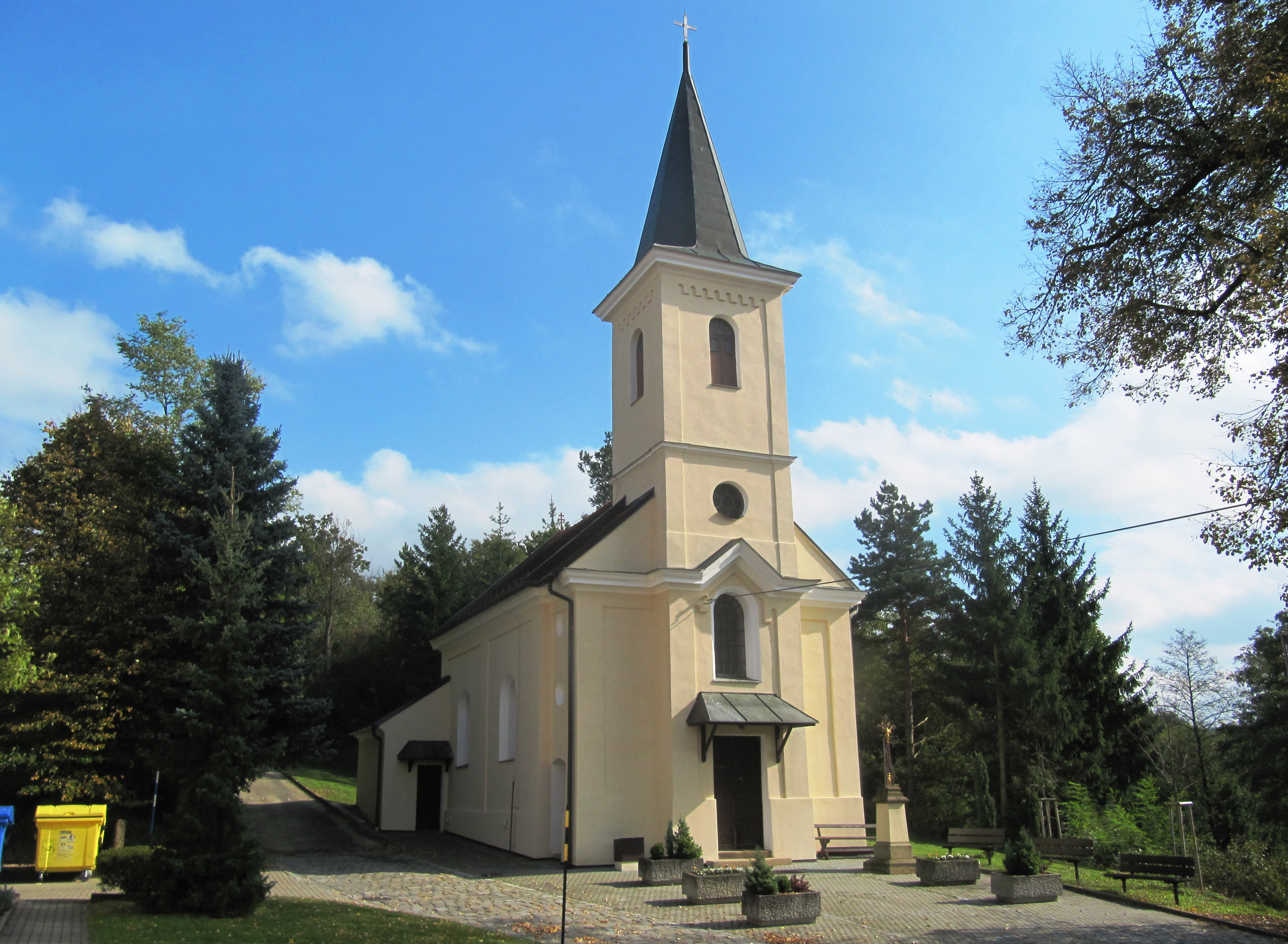
Kaple Panny Marie Lurdské
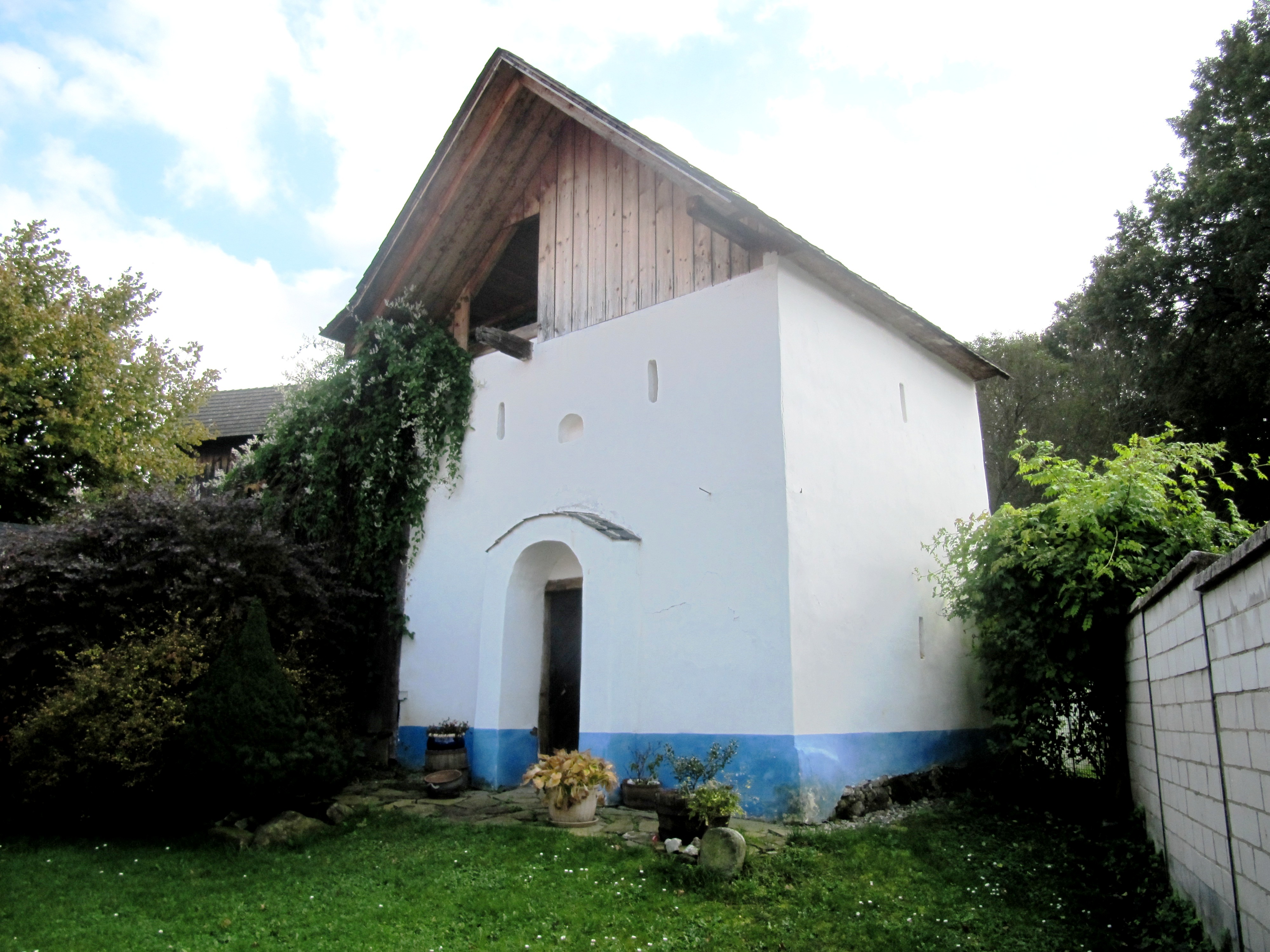
Špýchar domu č. p. 37
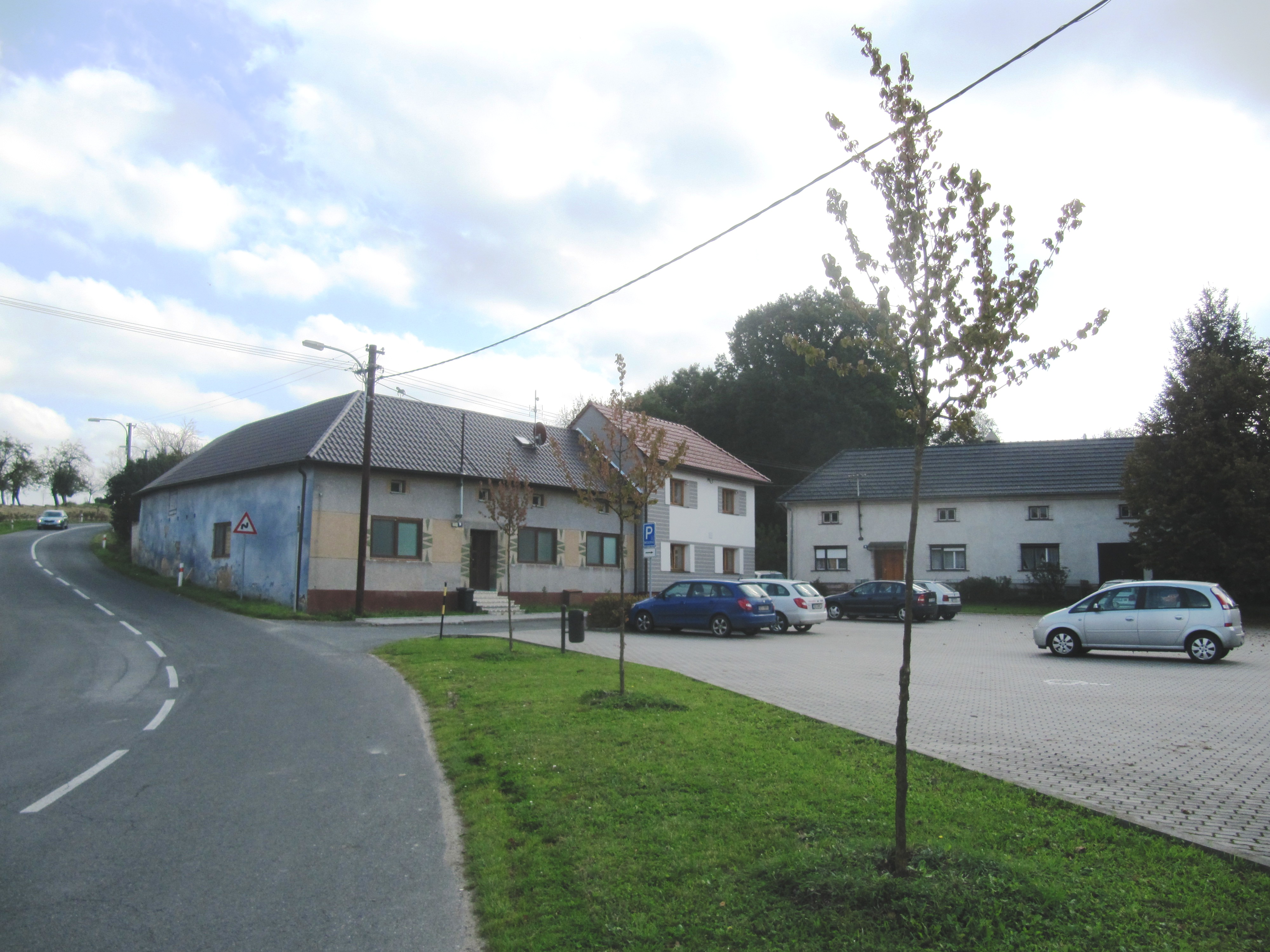
Náves
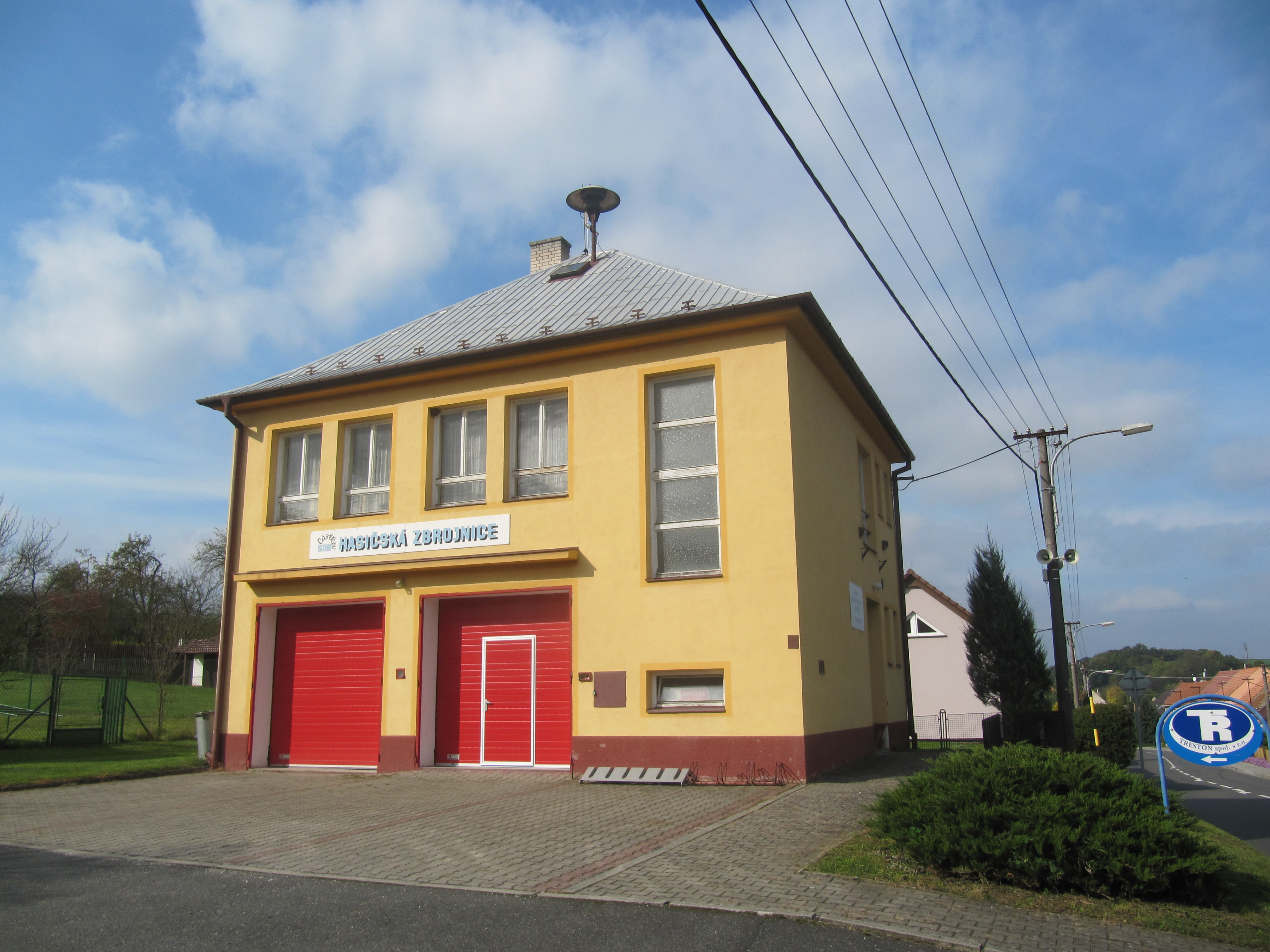
Hasičská zbrojnice